# 2022年ロシアのウクライナ侵攻のタイムライン (2024年1月 - 4月)
2022年ロシアのウクライナ侵攻のタイムライン (2024年1月 - 4月)（2022ねんロシアのウクライナしんこうのタイムライン 2024年1月 - 4月）では、2022年2月24日に開始されたロシアのウクライナ侵攻の経過の2024年1月から4月について述べる。

## 2024年4月

### 4月21日
ウクライナ海軍はクリミア半島のセヴァストポリ港を攻撃し、同港に停泊していたロシア海軍の潜水艦救難艦「コムーナ」を大破させた事を発表した。